# Julián Besteiro
Julián Besteiro – stacja metra w Madrycie, na linii 12. Znajduje się w Leganés i zlokalizowana jest pomiędzy stacjami El Carrascal i Casa del Reloj. Została otwarta 11 kwietnia 2003 roku.